# Venterol (Drôme)
Pour l’article homonyme, voir Venterol (Alpes-de-Haute-Provence).
Venterol est une commune française située dans le département de la Drôme, en région Auvergne-Rhône-Alpes.

## Géographie

### Localisation
La commune de Venterol se situe dans le sud de la Drôme, limitrophe du Vaucluse, à l'est de Valréas et au nord-ouest de Nyons.

### Relief et géologie
Sites particuliers
Site Géoportail (carte IGN) :
- Col de Lachaud
- Col de la Sausse
- Col des Vaux
- Col de Venterol
- Col du Chapeau
- Col Flachet
- Col la Pause
- Combe de Sauve
- la Grande Veyronne
- la Petite Veyronne
- le Courbiou
- le Grand Devès
- le Petit Devès
- le Serret
- les Malousons
- Montagne des Vaux
- Oulle
- Serre de Berlot
- Serre de Bouteille
- Serre de la Commune
- Serre des Bornes
- Serre Jean Sivat
- Serre la Serrière
- Serre Long
- Serre Moutas

### Hydrographie
La commune est arrosée par la Sauve, affluent de l'Eygues (elle prend sa source sur la commune de Venterol) et ses affluents :
- le Coriançon
- Ravin de Chapelus
- Ravin de Flachet
- Ravin de Jarrus
- Ravin de la Boulègue
- Ravin de la Dauphinelle
- Ravin de la Lorraine
- Ravin de Moure de Broche
- Ravin de Sigalette
- Ravin de Tison
- Ravin du Grand Devès
- Ravin du Petit Devès
- Ruisseau de Grieux
- Torrent de la Fosse

### Climat
Pour des articles plus généraux, voir Climat d'Auvergne-Rhône-Alpes et Climat de la Drôme.
En 2010, le climat de la commune est de type climat des marges montargnardes, selon une étude du Centre national de la recherche scientifique s'appuyant sur une série de données couvrant la période 1971-2000. En 2020, Météo-France publie une typologie des climats de la France métropolitaine dans laquelle la commune est exposée à un climat de montagne ou de marges de montagne et est dans une zone de transition entre les régions climatiques « Provence, Languedoc-Roussillon » et « Alpes du sud ». 
Pour la période 1971-2000, la température annuelle moyenne est de 12,3 °C, avec une amplitude thermique annuelle de 17 °C. Le cumul annuel moyen de précipitations est de 881 mm, avec 6,9 jours de précipitations en janvier et 3,8 jours en juillet. Pour la période 1991-2020, la température moyenne annuelle observée sur la station météorologique de Météo-France la plus proche, « Nyons P182 », sur la commune de Nyons à 5 km à vol d'oiseau, est de 14,5 °C et le cumul annuel moyen de précipitations est de 756,7 mm,. Pour l'avenir, les paramètres climatiques de la commune estimés pour 2050 selon différents scénarios d'émission de gaz à effet de serre sont consultables sur un site dédié publié par Météo-France en novembre 2022.

## Urbanisme

### Typologie
Au 1er janvier 2024, Venterol est catégorisée commune rurale à habitat très dispersé, selon la nouvelle grille communale de densité à 7 niveaux définie par l'Insee en 2022.
Elle est située hors unité urbaine. Par ailleurs la commune fait partie de l'aire d'attraction de Nyons, dont elle est une commune de la couronne,. Cette aire, qui regroupe 17 communes, est catégorisée dans les aires de moins de 50 000 habitants,.

### Occupation des sols
L'occupation des sols de la commune, telle qu'elle ressort de la base de données européenne d’occupation biophysique des sols Corine Land Cover (CLC), est marquée par l'importance des forêts et milieux semi-naturels (62,3 % en 2018), en augmentation par rapport à 1990 (61,4 %). La répartition détaillée en 2018 est la suivante : 
forêts (57 %), cultures permanentes (31,7 %), zones agricoles hétérogènes (5,9 %), milieux à végétation arbustive et/ou herbacée (5,3 %). L'évolution de l’occupation des sols de la commune et de ses infrastructures peut être observée sur les différentes représentations cartographiques du territoire : la carte de Cassini (XVIIIe siècle), la carte d'état-major (1820-1866) et les cartes ou photos aériennes de l'IGN pour la période actuelle (1950 à aujourd'hui).

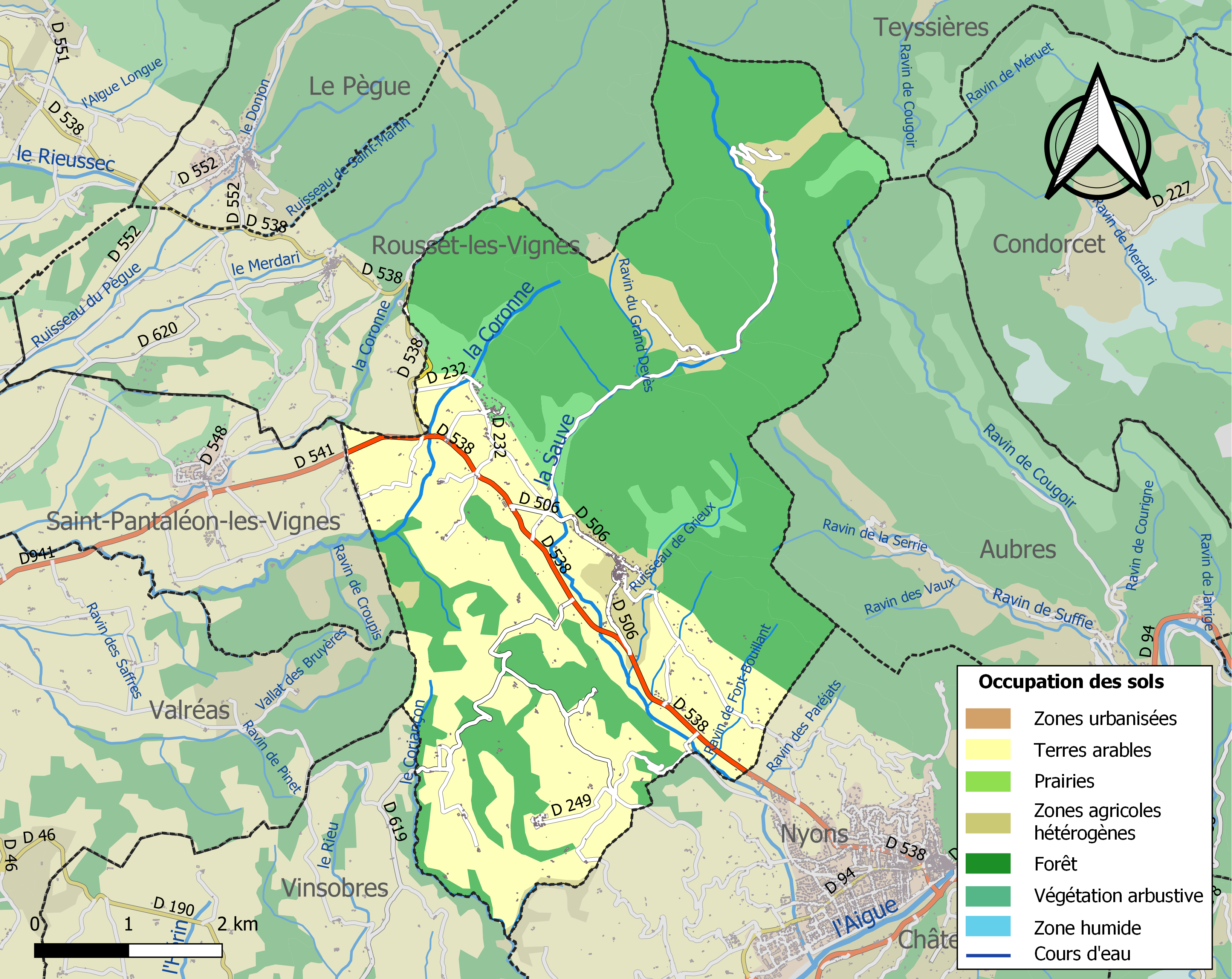
Carte des infrastructures et de l'occupation des sols de la commune en 2018 (CLC).

### Morphologie urbaine
L'ancien village de Venterol est perché.

#### Quartiers, hameaux et lieux-dits
Site Géoportail (carte IGN) :
- Chante-Cocu et Beauregard
- Chapelle Sainte-Perpétue
- Ferme Maury
- Ferme Viarsac
- Font de Barral
- Grand Bois
- Granet
- la Bidouare
- la Castarlière
- la Clastre
- la Combe de Sauve
- la Douire
- la Fauvine
- la Peyrouse
- le Château
- le Château Ratier
- le Pont de Novézan
- les Aubariers
- les Auches
- les Audries
- les Banastels
- les Barroux
- les Bontoux
- les Chaux de Brie
- les Chênes Verts
- les Commanderies
- les Échirons
- les Esclis
- les Estangs
- les Feuillies
- les Lauzes
- les Lintils
- les Morents
- les Pierres à Feu
- les Puits
- les Rochettes
- les Souvestres
- le Trou des Belles
(ou trou d'Eybelle[13])
- Petit Bois
- Pié Fol
- Provensol
- Moutas
- Novézan
- Rieumau
- Serraillère

## Toponymie

### Attestations
Dictionnaire topographique du département de la Drôme :
- 1060 : Venteriolum (cartulaire de Saint-Victor, 730).
- 1062 : Venturol (cartulaire de Saint-Victor, 692).
- 1126 : Ventoiriolum (Gall. christ., I, 132).
- 1136 : Ventairol (cartulaire de Saint-Victor, 992).
- 1137 : Ventoriol (cartulaire des Templiers, 62).
- 1276 : castrum de Vinterolio et castrum de Venterolio (inventaire des dauphins, 249 et 250).
- 1277 : castrum de Venteyrolio (inventaire des dauphins, 249).
- 1284 : castrum de Ventairolio (Valbonnais, II, 118).
- 1313 : castrum Venteyrolii (inventaire des dauphins, 219).
- 1314 : castrum de Venteyrono (inventaire des dauphins, 54).
- 1320 : vallis Venterollii (inventaire des dauphins, 229).
- 1891 : Venterol, commune du canton de Nyons.

### Étymologie
Le toponyme dériverait d'un terme gaulois *ven désignant une hauteur qui domine le paysage[réf. nécessaire].

## Histoire
Pour un article plus général, voir Histoire de la Drôme.

### Préhistoire
Divers silex et autres pierres taillées témoignent de la présence de l'homme préhistorique[réf. nécessaire].

### Antiquité: les Gallo-romains
Le territoire de la commune se trouve sur une voie de communication importante entre Vaison, Nyons et Le Pègue (Pagus Aletanus) célèbre pour son oppidum[réf. nécessaire].

Novézan serait une ancienne station romaine[réf. nécessaire].
Présence romaine : tuiles jonchant le sol dans de nombreux quartiers, découverte (fin XIXe siècle d'une stèle représentant la déesse Hygie, nombreuses pièces romaines des IIIe et IVe siècles[réf. nécessaire]..

Un sanctuaire religieux est attesté à l'ouest du hameau de Novézan[réf. nécessaire].

### Du Moyen Âge à la Révolution
La seigneurie :
- Au point de vue féodal, les paroisses de Venterol et de Novézan formaient chacune une terre (ou seigneurie) distincte. Celle de Venterol, en particulier, était du fief des barons de Montauban.
- 1276 : la terre de Venterol appartient à une famille de son nom.
- Vers 1283 : elle est acquise par l'ordre de Saint-Jean de Jérusalem.
- Fin XVe siècle : elle passe aux Eurre, encore seigneurs en 1700.
- Elle passe aux Philibert.
- En 1789, la seigneurie est la possession des Armand de Blacons.

XIIe siècle : les seigneurs de Montauban couvrent leur territoire de châteaux et de donjons, c'est l'époque où les Baronnies connaissent une très grande indépendance vis-à-vis du pouvoir impérial. Le château de Venterol et le château Ratier sont alors construits[réf. nécessaire].
XIVe siècle : Venterol est une frontière. Elle dépend du Dauphiné puis du royaume de France, alors que les communes voisines de Teyssières, Aubres, Rousset-les-Vignes, Saint-Pantaléon-les-Vignes et Valréas dépendent du pape ou du comte de Provence. Cette situation durera jusqu'en 1791 avec le rattachement du Comtat Venaissin à la France.

La présence d'une frontière implique des contraintes (corvée pour sa surveillance, zone directement touchée en cas de conflit) et des avantages liés au commerce licite ou illicite[réf. nécessaire].
XVIe siècle : la communauté de Venterol n’est pas épargnée par les guerres de Religion. Entre 1562 et 1598, les combats, menés principalement par le baron des Adrets, Dupuy Montbrun, le comte de Suze, et René de Gouvernet sont particulièrement meurtriers. Les pillages, les massacres, et les destructions de récoltes sèment la misère parmi la population.

Venterol est à majorité catholique alors que la ville de Nyons, sa puissante voisine, est protestante[réf. nécessaire].
XVIIe siècle : période d'apaisement jusqu'à la révocation de l'édit de Nantes en 1685.

Dès lors, la minorité protestante (20 % de la population environ) doit vivre sa foi dans la clandestinité et la persécution. Certains Venterolais émigrent (Suisse, Piémont, Hollande)[réf. nécessaire].
Les édifices publics sont réparés : églises de Venterol et de Novézan, chapelle Sainte-Perpétue, beffroi (avec son campanile).
En revanche, le temple (construit près de Château Ratier sous le roi Henri IV) est totalement rasé[réf. nécessaire].
1709 : le gel du siècle détruit les oliviers, privant la population de son principal revenu. L'huile d’olive de Venterol était commercialisée par des voituriers jusqu'à Lyon[réf. nécessaire].
Avant 1790, Venterol était une communauté de l'élection de Montélimar, de la subdélégation de Saint-Paul-Trois-Châteaux et du bailliage de Buis-les-Baronnies.

Cette communauté formait deux paroisses du diocèse de Vaison : Venterol et Novézan. Dans la paroisse de Venterol, l'église, dédiée à la Vierge Marie, était celle d'un prieuré de l'ordre de Saint-Augustin (congrégation de Saint-Ruf). Son titulaire avait la collation de la cure et les dîmes de la paroisse.

#### Novézan
Dictionnaire topographique du département de la Drôme :
- 1191 : de Novaisano (cartulaire des Templiers, 90).
- 1280 : castrum de Noveysiano (inventaire des dauphins, 229).
- 1290 : Novezan (état du clergé).
- 1320 : vallis Novayssani (inventaire des dauphins, 229).
- 1321 : castrum de Novayssano (inventaire des dauphins, 218).
- 1891 : Noveysan, hameau et section de la commune de Venterol.

(non daté)[réf. nécessaire] : Novézan, hameau de la commune de Venterol.
La seigneurie :
- Au point du vue féodal, la terre (ou seigneurie) du fief des Isoard d'Aix.
- 1259 : la terre passe aux princes d'Orange.
- 1262 : elle passe aux barons de Montauban.
- (non daté) : elle passe (par héritage) aux dauphins.
- (non daté) : elle est partagée entre de nombreux co-seigneurs, dont l'Ordre de Saint-Jean de Jérusalem.
- 1318 : une partie de la terre appartient à une famille de son nom.
  - 1340 : les Novézan cèdent les droits sur leur partie aux dauphins.
  - Ces droits sont rétrocédés aux princes d'Orange.
  - 1484 : cette part est apanagée à un bâtard.
  - 1495 : ce dernier vend sa part aux Seytres.
  - 1570 : elle est vendue aux Castellane.
  - Milieu XVIIIe siècle : elle passe (par héritage) aux Bruges.
- Une autre partie appartient aux Vesc.
  - Elle passe aux Diez.
  - Avant 1540 : elle passe (par mariage) aux Alrics
- Une autre part appartient aux Granatier.
  - 1529 : elle passe aux Faure-Bologne.
  - Après 1540 : elle est acquise par les Alrics.
- Vers 1737 : la part des Alrics passe (par héritage) aux Durand de Pontaujard.
  - 1755 : elle passe aux Armand.
- 1677 : une autre part appartient aux Suffize.
- 1696 : une autre part appartient aux Gruel.

Au XIIIe siècle, les Hospitaliers de l'Ordre de Saint-Jean de Jérusalem possèdent une commanderie à Novézan et des possessions autour de Venterol[réf. nécessaire].

L'église de Novézan dépendait de la commanderie de Venterol (unie à celle du Poët-Laval dès le milieu du XVIe siècle) et dont le titulaire avait les dîmes de cette paroisse.
Avant 1790, Novézan était une paroisse du diocèse de Vaison et de la communauté de Venterol.

### De la Révolution à nos jours
En 1790, la commune est comprise dans le canton de Vinsobres. La réorganisation de l'an VIII (1799-1800) la place dans le canton de Nyons.
XIXe siècle :
Au niveau agricole, on passe d’une agriculture essentiellement vivrière à une agriculture commerciale. La production de garance tinctoriale et L'élevage du ver à soie (La commune, vers 1860, produit un peu plus de 20 tonnes de cocons) s'ajoutent à l'huile et au vin.

Les voies de communication sont améliorées. On n'est plus obligé de passer en charrette dans le lit de la Sauve (en cas de crue la route pouvait être coupée pendant plusieurs jours).

En 1897, le train entre en gare de Venterol-Rousset grâce à l'ouverture de la ligne Nyons-Pierrelatte[réf. nécessaire].
1914-1918 : trente jeunes Venterolais perdent la vie pendant la guerre[réf. nécessaire].
Dans les années trente, l'électricité est installée dans le village puis dans les fermes.

Les activités sont toujours tournées vers l'agriculture mais l'industrie du cartonnage de Valréas emploie de nombreuses femmes à domicile[réf. nécessaire].
1938-1945 : la Seconde Guerre mondiale fait moins de victimes mais marque durablement les esprits. Le 25 août 1944 la commune est libérée (en même temps que Paris)[réf. nécessaire].
Dans les années 1950, la commune atteint les 400 habitants.

En 1956, le gel des oliviers bouleverse le monde agricole. Les exploitants doivent se tourner vers d'autres cultures (lavande, maraîchage, arbres fruitiers, etc.).

Le classement en zone d'appellation Côtes-du-Rhône favorise la viticulture qui devient la principale culture. La mécanisation remplace les chevaux et autres mulets.

Les élevages (ovin et caprin) disparaissent à l'exception de ceux de la Combe de Sauve. L'abricotier est prospère jusqu'à la crise de 1992[réf. nécessaire].

## Politique et administration

### Liste des maires
| Période                                                                      | Période                       | Identité                                 | Étiquette | Qualité                                |
| ---------------------------------------------------------------------------- | ----------------------------- | ---------------------------------------- | --------- | -------------------------------------- |
| Les données manquantes sont à compléter. : de la Révolution au Second Empire |                               |                                          |           |                                        |
| 1790                                                                         | 1791                          | Jean Laurent                             |           |                                        |
| 1791                                                                         | 1795                          | Étienne Tardieu                          |           |                                        |
| 1795                                                                         | 1797                          | Louis Bernard                            |           |                                        |
| 1797                                                                         | 1799                          | Joseph Huard                             |           |                                        |
| 1799                                                                         | 1800                          | Claude Laurent                           |           |                                        |
| 1800                                                                         | 1805                          | Jean-François Armand                     |           |                                        |
| 1805                                                                         | 1808                          | Jean-Jacques Marre                       |           |                                        |
| 1808                                                                         | 1815                          | Louis Bernard                            |           |                                        |
| 1815                                                                         | 1830                          | Alexis-Raymond Accarie                   |           |                                        |
| 1830                                                                         | 1831                          | Victor Rochier                           |           |                                        |
| 1831                                                                         | 1836                          | Jean-Pierre Étienne Laurent              |           |                                        |
| 1836                                                                         | 1840                          | Louis Remuzat                            |           |                                        |
| 1840                                                                         | 1851                          | Henri Long                               |           |                                        |
| 1851                                                                         | 1855                          | Jean-Pierre Pradier                      |           |                                        |
| 1855                                                                         | 1856                          | Henri Marre                              |           |                                        |
| 1856                                                                         | 1859                          | Paul-Antoine Laurent                     |           |                                        |
| 1859                                                                         | 1866                          | Marius Long                              |           |                                        |
| 1866                                                                         | 1871                          | Martin Pradier                           |           |                                        |
| Les données manquantes sont à compléter. : depuis la fin du Second Empire    |                               |                                          |           |                                        |
| 1871                                                                         | 1874                          | Martin Pradier                           |           | maire sortant                          |
| 1874                                                                         | 1878                          | Martin Pradier                           |           | maire sortant                          |
| 1878                                                                         | 1881                          | Jean-Jacques Teste                       |           |                                        |
| 1881 (élection ?)                                                            | 1884                          | Jean-Joseph Viarsac                      |           |                                        |
| 1884                                                                         | 1888                          | Jean-Joseph Viarsac                      |           | maire sortant                          |
| 1888                                                                         | 1892                          | Jean-Joseph Viarsac                      |           | maire sortant                          |
| 1892                                                                         | 1896                          | Jean-Joseph Viarsac                      |           | maire sortant                          |
| 1896                                                                         | 1900                          | Jean-Jacques Bontoux                     |           |                                        |
| 1900                                                                         | 1904                          | Jean-Jacques Bontoux                     |           | maire sortant                          |
| 1904                                                                         | 1908                          | Jean-Jacques Bontoux                     |           | maire sortant                          |
| 1908                                                                         | 1912                          | Jean-Jacques Bontoux                     |           | maire sortant                          |
| 1912                                                                         | 1919                          | Alfred Mourier                           |           |                                        |
| 1919                                                                         | 1925                          | Alfred Mourier                           |           | maire sortant                          |
| 1925                                                                         | 1929                          | Alfred Mourier                           |           | maire sortant                          |
| 1929                                                                         | 1934                          | Alfred Mourier                           |           | maire sortant                          |
| 1934 (élection ?)                                                            | 1935                          | Louis Marre                              |           |                                        |
| 1935                                                                         | 1939                          | Léon Guinard                             |           |                                        |
| 1939 (élection ?)                                                            | 1942                          | Léon Autrand                             |           |                                        |
| 1942 (élection ?)                                                            | 1944                          | Louis Marre                              |           |                                        |
| 1944 (élection ?)                                                            | 1947                          | Léon Autrand                             |           |                                        |
| 1945                                                                         | 1947                          | Léon Autrand                             |           | maire sortant                          |
| 1947                                                                         | 1953                          | Bernard Gomand                           |           |                                        |
| 1953                                                                         | 1959                          | Bernard Gomand                           |           | maire sortant                          |
| 1959                                                                         | 1961                          | Bernard Gomand                           |           | maire sortant                          |
| 1961 (élection ?)                                                            | 1965                          | Louis Laurent                            |           | agriculteur                            |
| 1965                                                                         | 1971                          | Louis Laurent                            |           | maire sortant                          |
| 1971                                                                         | 1983                          | Jean-Marie Jouve                         |           | agriculteur                            |
| 1977                                                                         | 1983                          | Jean-Marie Jouve                         |           | maire sortant                          |
| 1983                                                                         | 1989                          | Alexis Le Saux                           |           | agriculteur                            |
| 1989                                                                         | 1995                          | Alexis Le Saux                           |           | maire sortant                          |
| 1995                                                                         | 2001                          | Robert Bertrand                          | DVG       | cadre retraité                         |
| 2001                                                                         | 2009                          | Jean-Louis Moderat d'Otemar              | DVG       | agriculteur                            |
| 2008                                                                         | 2009                          | Jean-Louis Moderat d'Otemar              | DVG       | maire sortant                          |
| 2009 (élection ?)                                                            | 2014                          | Marie-Claude Fournet                     | DVG       | directrice d'école retraitée           |
| 2014                                                                         | 2020                          | Dominique Jouve                          | DVG       | ingénieur retraité exploitant agricole |
| 2020                                                                         | 2021                          | Jean-Claude Pichon                       |           | ingénieur                              |
| 2021 (1 févr.) (élection ?)                                                  | En cours (au 25 février 2021) | Alexandre Penigaut[source insuffisante], |           |                                        |

## Population et société

### Démographie
L'évolution du nombre d'habitants est connue à travers les recensements de la population effectués dans la commune depuis 1793. Pour les communes de moins de 10 000 habitants, une enquête de recensement portant sur toute la population est réalisée tous les cinq ans, les populations de référence des années intermédiaires étant quant à elles estimées par interpolation ou extrapolation. Pour la commune, le premier recensement exhaustif entrant dans le cadre du nouveau dispositif a été réalisé en 2006.

En 2022, la commune comptait 632 habitants, en évolution de −10,35 % par rapport à 2016 (Drôme : +2,64 %, France hors Mayotte : +2,11 %).
| 1793 | 1800  | 1806  | 1821 | 1831  | 1836 | 1841  | 1846  | 1851  |
| ---- | ----- | ----- | ---- | ----- | ---- | ----- | ----- | ----- |
| 975  | 1 042 | 1 033 | 915  | 1 042 | 965  | 1 010 | 1 060 | 1 031 |

| 1856  | 1861  | 1866  | 1872  | 1876 | 1881 | 1886 | 1891 | 1896  |
| ----- | ----- | ----- | ----- | ---- | ---- | ---- | ---- | ----- |
| 1 007 | 1 050 | 1 039 | 1 025 | 930  | 892  | 840  | 830  | 1 011 |

| 1901 | 1906 | 1911 | 1921 | 1926 | 1931 | 1936 | 1946 | 1954 |
| ---- | ---- | ---- | ---- | ---- | ---- | ---- | ---- | ---- |
| 751  | 753  | 682  | 605  | 566  | 562  | 535  | 479  | 418  |

| 1962 | 1968 | 1975 | 1982 | 1990 | 1999 | 2006 | 2011 | 2016 |
| ---- | ---- | ---- | ---- | ---- | ---- | ---- | ---- | ---- |
| 409  | 429  | 488  | 567  | 587  | 630  | 631  | 680  | 705  |

| 2021 | 2022 | - | - | - | - | - | - | - |
| ---- | ---- | - | - | - | - | - | - | - |
| 652  | 632  | - | - | - | - | - | - | - |

### Services et équipements
Une agence postale est installée dans la mairie (ouverte le matin en semaine)[réf. nécessaire].

### Enseignement
Venterol dépend de l'académie de Grenoble, circonscription de Nyons.

Les élèves de la commune commencent leur cursus scolaire à l'école maternelle et primaire du village surnommée l'école du bout du Monde. Elle comporte trois classes pour 25 enfants en maternelle et 45 en primaire.

Le collège et le lycée sont à Nyons[réf. nécessaire].

### Santé
Aucun professionnel de santé n'est installé à Venterol[réf. nécessaire].

### Manifestations culturelles et festivités
- Mardi gras (février-mars) : Carmentran y est jugé et brûlé, à l'issue d'un défilé déguisé, pour conjurer tous les méfaits survenus durant l'année[réf. nécessaire].
- Fête patronale (7 mars)[13].
- Le Tour des Crêtes (premier dimanche de mai) : randonnée pédestre[réf. nécessaire].
- Fête nationale (14 juillet)[réf. nécessaire].
- Le Parcours Artistique (week-end suivant la Fête nationale) : il réunit une trentaine d'artistes dans les ruelles du village[réf. nécessaire].
- Fête communale : le dimanche après le 15 août[13].
- Fête des Primeurs (samedi suivant le troisième jeudi de novembre) : concours des vins artisanaux de la commune[réf. nécessaire].

### Médias
Le territoire de la commune se situe dans l'aire de diffusion de plusieurs médias :
- Presse écrite
  - Le Dauphiné libéré, quotidien régional qui consacre, chaque jour, y compris le dimanche, dans son édition de « Romans et Drôme des collines » un ou plusieurs articles à l'actualité du canton et de la commune, ainsi que des informations sur les éventuelles manifestations locales, les travaux routiers, et autres événements divers à caractère local.
  - L'Agriculture Drômoise, journal d'informations agricoles et rurales, couvre l'ensemble du département de la Drôme.
  - Drôme Hebdo (ancien Peuple Libre), hebdomadaire chrétien d'informations.
- Presse audio-visuelle
  - Ici Drôme Ardèche est une radio publique diffusée sur son territoire.

### Cultes
Venterol dépend de la paroisse catholique Saint-François-d'Assise-en-Nyonsais du diocèse de Valence, doyenné de Nyons.

Le hameau de Novezan est sous la protection de saint Michel (29 septembre)[réf. nécessaire].

La chapelle Perpétue et Félicité connaît depuis de très nombreuses années un pèlerinage (vers le 7 mars)[réf. nécessaire].

## Économie

### Agriculture
Après une période difficile à la suite du gel des oliviers en 1956 et de la mévente des abricots à partir de 1992, les agriculteurs ont opté pour la production de raisins de cuve et ont replanté des oliviers[réf. nécessaire].
En 1992 : céréales, vignes (vins VDQS Haut Comtat, AOC Côtes-du-Rhône), vergers, oliviers, truffes, apiculture (miel).
La commune fait partie de la zone d'appellation olives de Nyons et huile d'olive de Nyons. Les vins produits sur la commune sont classés dans l'appellation Côtes-du-rhône et Côtes-du-rhône-villages[réf. nécessaire].
Les établissements agricoles représentent plus de 70 % des entreprises de la commune[réf. nécessaire].

### Commerce et artisanat
- Le Café de la Poste, établissement historique, est un petit restaurant typique[réf. nécessaire].
- Le Bistrot de Venterol, installé dans un bâtiment communal, a pour objectif de « contribuer à la conservation et à l'animation du tissu économique et social en milieu rural par le maintien d’un lieu de vie du village »[réf. nécessaire].
- La boulangerie-pâtisserie La Boul'Ange et Steph fonctionne dans un local communal[réf. nécessaire].

Les artisans sont nombreux : maçonnerie, peinture, électricité, plomberie, terrassements, travaux agricoles et publics, curage, brocante, réparation automobile, etc.[réf. nécessaire].

## Culture locale et patrimoine

### Lieux et monuments
- Village médiéval fortifié perché[réf. nécessaire].
- La pierre carrée, lieu de pèlerinage[réf. nécessaire].
- Chapelle Sainte-Perpétue[13] (au sud ouest du village, sur la route de Vinsobres) : elle est ornée de fresques[26] du peintre local Cristobal Orti.
- Église Notre-Dame de Venterol de style roman : clocher du XVIe siècle, campanile du XVIIe siècle[13].

(autre version) : église paroissiale de Venterol : de forme classique, surmontée d'un campanile en fer forgé du XVIIe siècle, elle est vouée à Notre-Dame. Le campanile est devenu le symbole de la commune[réf. nécessaire].
- Temple protestant : un premier temple avait été construit, près du Château Ratier, après la promulgation de l'édit de Nantes. En 1685, après la révocation de l'édit, le temple est rasé. Ce n'est qu'en 1787 que le nouveau temple a été édifié à la sortie du village de Venterol, près de la mairie actuelle[26].  Non utilisé pendant des décennies, le bâtiment, entièrement rénové en 2014, est devenu un lieu d'exposition[réf. nécessaire].

château Ratier
Ruines du château.

Il serait construit sur une installation des Voconces. Il aurait vu le passage de l'armée d'Hannibal se dirigeant vers les Alpes ; de là, le nom de touré d'annibaou. Les Romains l'auraient fortifié. Ruiné par les Barbares, il fut reconstruit presque entièrement au XIIe siècle mais il conserve des soubassements antiques. Il a survécu au village de Ratier qu’il protégea au Moyen Âge mais qui fut entièrement détruit pendant les guerres des XVe et XVIe siècles[réf. nécessaire].
Novézan
ce village perché succéda à l'ancien castrum non localisé. Le hameau dispose encore de son église paroissiale, vouée à saint Michel.

### Patrimoine culturel
- Artisanat d'art : poterie[réf. nécessaire].
- Expositions d'art (avril à octobre) au temple et dans la galerie Ombres et Lumière[réf. nécessaire].

Cinéma
En 2017, la commune servait de décor principal pour le tournage du film Raoul Taburin de Pierre Godeau, une adaptation d'une bande dessinée de Sempé, avec comme comédiens principaux Benoît Poelvoorde et Édouard Baer.

### Patrimoine naturel
Venterol est une commune du parc naturel régional des Baronnies provençales.

### Personnalités liées à la commune
- Paul Laurens (né en 1847 à Venterol, mort en 1901) : médecin, maire de Nyons, sénateur de la Drôme.

### Héraldique, logotype et devise
|  | Venterol (Drôme) possède des armoiries dont l'origine et le blasonnement exact ne sont pas disponibles. |